# جاك ليون كليمنت-توماس
جاك ليون كليمنت-توماس هو عسكري وضابط وسياسي فرنسي، ولد في 29 ديسمبر 1808 في ليبورني في فرنسا، وتوفي في 18 مارس 1871 في  في فرنسا. انتخب نائب فرنسي جرندة (23 أبريل 1848 – 26 مايو 1849).